# Eddie Floyd
Edward Lee "Eddie" Floyd (Montgomory,  25 de junio de 1937) es un cantante y compositor estadounidense de soul-R & B, más conocido por su trabajo en el sello discográfico Stax en los años 60 y 70, incluido el número. 1 canción de éxito de R&B "Knock on Wood" y la versión de "634-5789". Durante su carrera formó parte parte de la banda Blues Brothers en 1980.

## Biografía
Floyd nació en el pueblo de Montgomery, Alabama, y creció en Detroit, Míchigan. Fundó The Falcons, que también incluía a Mack Rice. Fueron precursores de futuros grupos vocales de Detroit, como The Temptations y The Four Tops. Sus canciones más exitosas incluyeron "You're So Fine" y más tarde, cuando Wilson Pickett fue reclutado en el grupo como el cantante principal, "I Found a Love". Pickett se embarcó en una carrera en solitario y los Falcons se disolvieron. Floyd firmó un contrato con Stax Records con sede en Memphis como compositor en 1965.  Escribió una canción de éxito, "Comfort Me", grabada por Carla Thomas. Luego se asoció con el guitarrista de Stax, Steve Cropper, para escribir canciones para Wilson Pickett, ahora firmado con Atlantic Records. Atlantic distribuyó a Stax y Jerry Wexler trajo a Pickett de la ciudad de Nueva York para trabajar con Booker T. y los MG. Las sesiones de Pickett fueron exitosas, produciendo varios éxitos pop y de R&B, incluyendo el coescrito de Floyd "Ninety-Nine and Half (Won't Do)" y "634-5789 (Soulsville, U.S.A.)". En 1966, Floyd grabó una canción escrita inicialmente para Otis Redding. Wexler convenció al presidente de Stax, Jim Stewart, para que lanzara la versión de Floyd. Steve Cropper-Eddie Floyd "Knock on Wood" lanzó la carrera en solitario de Floyd, y ha sido cubierto por más de cien artistas diferentes, desde David Bowie hasta Count Basie. Eventualmente, Redding cortaría una versión de éxito de R&B de la canción en 1967 como un dúo con Carla Thomas. Se convirtió en un éxito de disco para Amii Stewart en 1979. Floyd fue uno de los artistas más consistentes y versátiles de Stax. Marcó varios éxitos más por su cuenta, incluyendo "Nunca he encontrado a una chica (To Love Me Like You Do)" y "Raise Your Hand", que fue cubierto por Janis Joplin y Bruce Springsteen. La canción "Big Bird" (con Booker T. Jones en el órgano y la guitarra, Al Jackson, Jr. en la batería y Donald "Duck" Dunn en el bajo) se escribió mientras Floyd esperaba en un aeropuerto de Londres un avión de regreso al Reino Unido. Estados para el funeral de Otis Redding. Aunque no fue un éxito en los EE. UU., Se convirtió en un favorito clandestino en el Reino Unido, más tarde fue cubierto por The Jam y apareció en el juego de video Test Drive Unlimited.
La carrera de Floyd no le impidió ser uno de los escritores más productivos del sello. Casi todos los artistas de Stax grabaron material de Floyd, a menudo coescrito con Cropper o Jones, incluidos Sam y Dave ("No sabes lo que significas para mí"), Rufus Thomas ("The Breakdown"), Otis Redding ("Te amo más de lo que las palabras pueden decir", y Johnnie Taylor, "Just the One (I Haveed For)". Este último jugó durante los créditos de apertura de la película Bedazzled del director Harold Ramis.
En 1980, Floyd lanzó material sobre el sello discográfico británico I-Spy Records, propiedad y creado por la banda secreta del Reino Unido. Se unió a los antiguos colaboradores de Stax, Cropper y Dunn, y lideró The Blues Brothers Band en una serie de giras mundiales, y en 1998, Floyd y el ex Falcon Wilson Pickett aparecieron en la pantalla de "634-5789" en Blues Brothers 2000. Además de cantar con The Blues Brothers Band, Floyd ha sido el invitado especial de los Rhythm Kings del Rolling Stone Bill Wyman en varias fechas en los EE. UU. Y el Reino Unido. En 2008, Floyd regresó a Stax Records, propiedad de Concord Music Group desde 2004. Su primer nuevo álbum en seis años, Eddie Loves You So, fue lanzado en julio de 2008.  En diciembre de 2012, Floyd lanzó un nuevo álbum en Navidad. Eddie también tiene un hijo, Anthony Floyd, que también canta con él. En julio de 2013, Eddie Floyd lanzó Down by the Sea. Fue nombrado para el Memphis Music Hall of Fame en 2018 y recibió una nota de bronce en el Paseo de la Fama de Beale Street Brass Notes en 2016. El 1 de septiembre de 2017, a la edad de 80 años, Floyd actuó en vivo en el Royal Albert Hall BBC Proms con Jools Holland y su Rhythm & Blues Orchestra en un concierto en homenaje a 50 años de Stax Records, sinónimo de música Southern Soul. Junto a James Brown, Bob Dylan y Ray Charles, son considerados como uno de los artistas más influyentes de la música.
- Datos: Q601191
- Multimedia: Eddie Floyd / Q601191